# Patricia Faessler

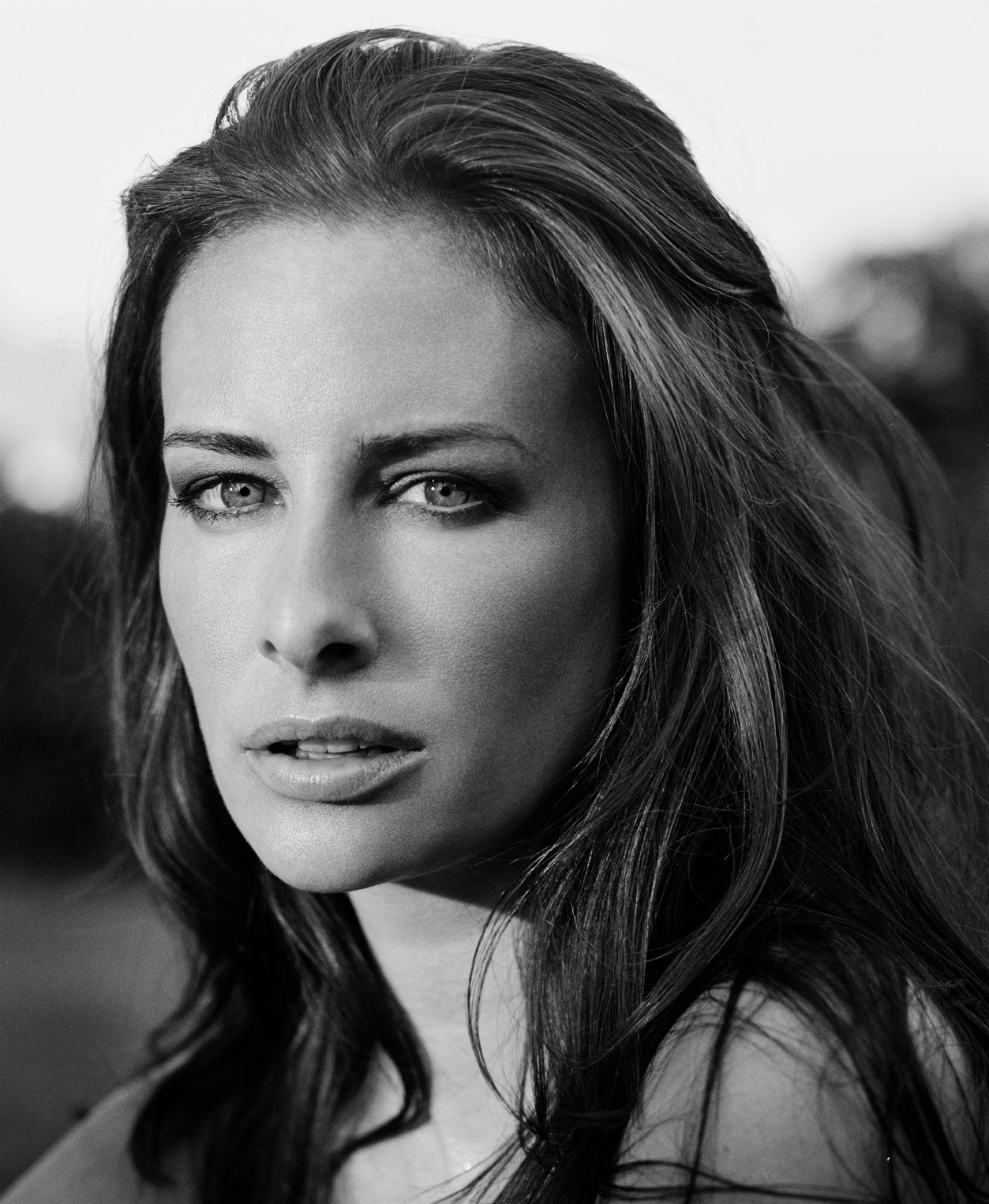
Patricia Faessler (2008)

Patricia Faessler (* 12. November 1974 in Zürich) ist ein Schweizer Fotomodell.

## Biografie

### Kindheit/Jugendjahre
Patricia Faessler begann mit vier Jahren mit Ballett- und Theaterunterricht an der renommierten Zürcher Tanz- und Theaterschule Metzenthin. Später wuchs Faessler mehrsprachig in Brüssel (Belgien) auf. In ihrer Freizeit jobbte die damals 16-Jährige als Fotomodell.

### Modelkarriere
1991 war Faessler eine der zehn Finalistinnen von Elite Model Look of the Year und erhielt ihre erste Kampagne für das Schweizer Bekleidungsunternehmen Tally Weijl. Zwei Jahre später gewann Faessler den Titel der Miss Schweiz und erreichte im Jahr darauf bei den Miss-Universe-Wahlen auf den Philippinen den 6. Platz. Es folgten Fotoshootings an Faesslers neuem Wohnort Paris sowie in Mailand, London und New York für Frauenzeitschriften wie Harper’s Bazaar oder Cosmopolitan und Modebrands wie Lacoste, Max Mara, L’Oréal und Romeo Gigli. In den 1990er Jahren war Faessler das Gesicht für den Dermatologie-Konzern Louis Widmer. Die Kampagne lief in 42 Ländern.
2009 engagierte das Label Hammett P. Faessler für eine Kampagne in Hollywood.

### Fotoprojekt
Im Jahre 2006 fing Faessler an, sich selbst zu fotografieren und erarbeitete eine Selbststudie mit Kamera und Spiegel. Cultural Espace Ample Barcelona nahm Faessler in eine Gruppenausstellung von elf Künstlern auf und zeigte Arbeiten ihrer Selbst-Observationen.

### Studium
2010 absolvierte Faessler ihren Master in Angewandter Ethik an der Universität Zürich.

### Persönliches Engagement

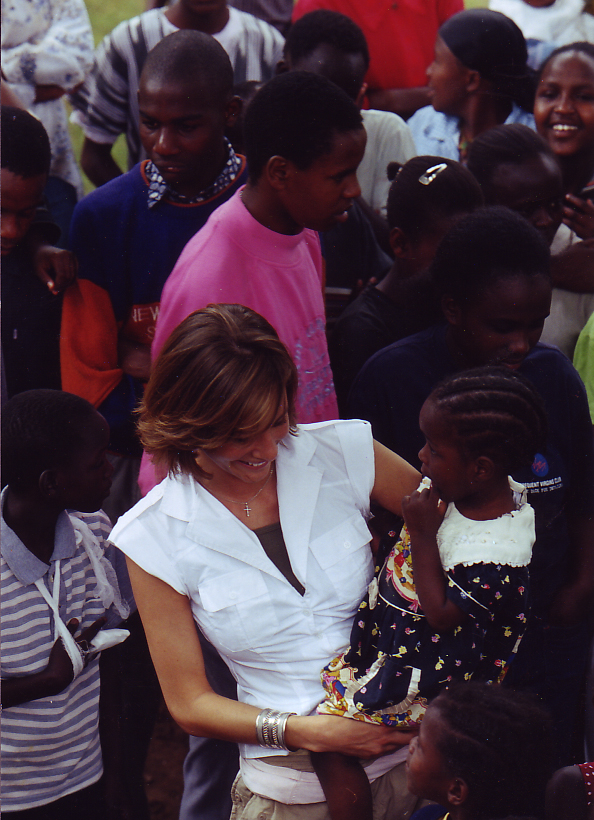
Patricia Faessler 2001 in Nairobi in Kenia

Patricia Faessler setzt sich für soziale Projekte wie das Schweizer Hilfswerk IDEM („Im Dienste eines Mitmenschen“, Kinderspital Zürich) ein. Sie veranstaltet Workshops und Seminare in Schulen und Mädcheninstitutionen zum Thema „Schönheitswahl und Schönheitswahn“.
Faessler ist Direktorin für internationale Beziehungen bei der Organisation Dance 4 Africa, die sich für die Bildung afrikanischer Kinder und für den Schutz von Nomadenvölkern einsetzt.

## Ausstellungen
- Appletree 2009, Photo 2007, Werkschau der Schweizer Fotografie. 27. Dezember – 30. Dezember 2007
- Skulptur und Fotografie 2008, Glass Inspiration, Galerie Franz Gertsch Museum, Burgdorf, Schweiz. 12. Oktober 2008 bis 8. Februar 2009
- Dools 2009, Kunsträume Zermatt, Schweiz. 28. Februar, 2009 – 25. März 2009, Solo Exhibition
- Vanity 2009 Espace, Cultural Ample, Barcelona, Spanien. 4. August, 2009 – 27. Oktober 2009, Collaboration Exhibition